# Alan Bradley
Alan Bradley (* 10. Oktober 1938 in Toronto, Ontario) ist ein kanadischer Autor und Elektro- und Fernsehtechniker. Mit seiner Krimiserie um die 11-jährige Detektivin Flavia de Luce wurde er in den 2010er Jahren international bekannt.

## Leben
Bradley wuchs in Cobourg in der Provinz Ontario auf. Nach einer Ausbildung zum Elektrotechniker arbeitete er für verschiedene Fernseh- und Radiostationen. Schließlich wurde er Direktor für Fernsehtechnik am Zentrum für neue Medien der Universität von Saskatchewan in Saskatoon. 1994 gab er die Tätigkeit auf und begann ausschließlich als Autor zu arbeiten.
Er verfasste mehrere Drehbücher fürs Fernsehen und unterrichtete auch Drehbuchschreiben. Ebenso schrieb er Kurzgeschichten, die auch im Radio gesendet wurden. Er arbeitete zudem als Lifestyle-Kolumnist für mehrere Zeitungen. Besonders erfolgreich war er aber mit der Veröffentlichung von Geschichten für Kinder, wofür er den Saskatchewan Writers Guild Award for Children’s Literature bekam. In den 2000ern wandte er sich auch dem Krimigenre zu. Aus einer seiner Kinderfiguren entwickelte er die Romanheldin Flavia de Luce und reichte den Beginn einer Geschichte bei der britischen Crime Writers’ Association ein. Dafür wurde er 2007 mit dem Debut Dagger für das beste unveröffentlichte Werk ausgezeichnet. Er bekam internationale Verlagsangebote und veröffentlichte 2009 den Krimi The Sweetness at the Bottom of the Pie. Das Buch war in zahlreichen Ländern erfolgreich und bekam eine Reihe von renommierten Krimipreisen. In den folgenden Jahren setzte er die Geschichte mit zahlreichen weiteren Romanen als Serie fort.
Bradley lebt mit seiner Frau Shirley auf der Isle of Man.

## Werke

### Flavia de Luce
1. The Sweetness at the Bottom of the Pie. 2009.
  - deutsche Ausgabe: Flavia de Luce. Mord im Gurkenbeet. Penhaligon Verlag, München 2009, ISBN 978-3-7645-3027-3.
2. The Weed That Strings the Hangman's Bag. 2010.
  - deutsche Ausgabe: Flavia de Luce. Mord ist kein Kinderspiel. Penhaligon Verlag, München 2010, ISBN 978-3-7645-3029-7.
3. A Red Herring Without Mustard. 2011.
  - deutsche Ausgabe: Flavia de Luce. Halunken, Tod und Teufel. Penhaligon Verlag, München 2011, ISBN 978-3-7645-3026-6.
4. I Am Half-Sick of Shadows. 2011, ISBN 978-0-385-34401-2.
  - deutsche Ausgabe: Flavia de Luce. Vorhang auf für eine Leiche. Penhaligon Verlag, München 2012, ISBN 978-3-7645-3098-3.
5. Speaking from Among the Bones 2013.
  - deutsche Ausgabe: Flavia de Luce. Schlussakkord für einen Mord. Penhaligon Verlag, München 2013, ISBN 978-3-7645-3099-0.
6. The Dead in Their Vaulted Arches 2014.
  - deutsche Ausgabe: Flavia de Luce. Tote Vögel singen nicht. Penhaligon Verlag, München 2014, ISBN 978-3-7645-3100-3.
7. As Chimney Sweepers Come to Dust. 2015.
  - deutsche Ausgabe: Flavia de Luce. Eine Leiche wirbelt Staub auf. Penhaligon Verlag, München 2016, ISBN 978-3-7645-3112-6.
8. Thrice the Brinded Cat Hath Mew'd. 2016. 
  - deutsche Ausgabe: Flavia de Luce. Mord ist nicht das letzte Wort. Penhaligon Verlag, München 2017, ISBN 3-7645-3113-4
9. The Grave's a Fine and Private Place 2018.
  - deutsche Ausgabe: Flavia de Luce. Der Tod sitzt mit im Boot. Penhaligon Verlag, München 2018, ISBN 978-3-7645-3114-0
10. The Golden Tresses of the Dead 2019.
  - deutsche Ausgabe: Flavia de Luce. Todeskuss mit Zuckerguss. Penhaligon Verlag, München 2019, ISBN 978-3-7645-3115-7
11. What Time the Sexton's Spade Doth Rust. 2024 Bantam Verlag ISBN 978-0-5937-245-14
  - deutsche Ausgabe: Flavia de Luce. Des Henkers letzte Mahlzeit. Penhaligon Verlag, München 2024,  ISBN 978-3-7645-3316-8

### Andere
- Ms. Holmes of Baker Street. 2004. zusammen mit William A. S. Sarjeant
- The Shoebox Bible. 2006.

## Flavia de Luce
Bradleys Romanheldin ist die 11-jährige Flavia de Luce. Sie lebt um das Jahr 1950 mit ihrem Vater Colonel Haviland de Luce und ihren beiden Schwestern Ophelia (17), einer angehenden Berufsmusikerin, und Daphne (13), einem Bücherwurm, mit denen sie eine Art Hassliebe verbindet, gemeinsam auf Buckshaw, dem Familiensitz der de Luces, unweit der Ortschaft Bishop’s Lacey. Die Mutter kam kurz nach Flavias Geburt beim Bergsteigen im Himalaya ums Leben, ihre Leiche wurde aber nie gefunden. Bedienstete auf Buckshaw sind der Gärtner Dogger und die Haushälterin Mrs. Mullet, deren Kochkünste nicht grundsätzlich von jedem Familienmitglied geschätzt werden.
Buckshaw ist im georgianischen Stil erbaut und wurde nachträglich um einen West- und einen Ostflügel erweitert. In Letzterem befindet sich Flavias Reich: ein großzügig und komplett eingerichtetes Laboratorium, das einst einem Onkel Flavias, Tarquin de Luce, gehörte. Neben entsprechender Fachliteratur verfügt es über einen offenbar nie versiegenden Vorrat an Pülverchen und Tinkturen. Flavia ist trotz ihres Alters eine begeisterte und versierte Chemikerin und interessiert sich für Gifte aller Art, Hobbys, die ihr bei ihren Rachefeldzügen gegen die ungeliebten Schwestern und insbesondere bei der Aufklärung der Mordfälle, in die die junge Hobbydetektivin oft ungewollt verstrickt wird, immer wieder von Nutzen sind.
Ausgestattet mit einer großen Portion gesunden Selbstbewusstseins geht die oft aufmüpfige Flavia mit kindlicher Neugier und ebensolcher Unvoreingenommenheit, aber doch auch entschlossen an die einzelnen Fälle heran, die sie nicht selten in lebensbedrohliche Situationen führen. Bei den Aufklärungen rivalisiert sie regelmäßig mit dem zuständigen Polizeiinspektor Hewitt, dem sie bei ihren eigenen Ermittlungen häufig eine Nasenlänge voraus ist. Zwar missbilligt der Inspektor Flavias Alleingänge, doch kann er nicht verhehlen, dass ihre Recherchen und Entdeckungen grundsätzlich von großem, wenn nicht entscheidendem Nutzen sind. Mit seiner Frau Antigone verbindet Flavia eine herzliche Freundschaft.

## Auszeichnungen
- 2007 Dagger Award für ein unveröffentlichtes Debüt für The Sweetness at the Bottom of the Pie.
- 2010 Arthur Ellis Award für den besten Debütroman für The Sweetness at the Bottom of the Pie.
- 2010 Agatha Award für den besten Debütroman für The Sweetness at the Bottom of the Pie.
- 2010 Dilys Award für The Sweetness at the Bottom of the Pie.
- 2010 Spotted Owl Award für The Sweetness at the Bottom of the Pie.
- 2010 Macavity Award für: The Sweetness at the Bottom of the Pie.